# Sẻ thông đầu đen
Sẻ thông đầu đen hay sẻ đồng đầu đen (danh pháp khoa học: Chloris ambigua) là một loài sẻ thông trong Fringillidae. Chúng được tìm thấy ở Trung Quốc, Lào, Myanmar, Thái Lan và Việt Nam.

## Phân loài
- C. a. ambigua  (Oustalet, 1896)
- C. a. taylori  (Kinnear, 1939)